# تايغر كونواي سينيور
تايغر كونواي سينيور (بالإنجليزية: Tiger Conway Sr.)‏ هو مصارع محترف أمريكي، ولد في 4 أغسطس 1932 في شريفبورت في الولايات المتحدة، وتوفي في 13 نوفمبر 2006 في هيوستن في الولايات المتحدة بسبب أم الدم داخل القحف.

## روابط خارجية
- تايغر كونواي سينيور على موقع CageMatch worker (الإنجليزية)
- تايغر كونواي سينيور على موقع قاعدة بيانات المصارعة على الإنترنت (الإنجليزية)